# ウティ語族
ウティ語族（Utian languages）は、ミーウォク＝コスタノ語族(Miwok-Costanoan languages)ともいい、コスタノ諸語とミーウォク諸語からなる語族。アメリカ合衆国カリフォルニア州中部で話されていたが、現在コスタノ諸語はすべて死語となっており、ミーウォク諸語も死語または極めて深刻な危機に瀕する言語である。

## 系統
すでに19世紀に、（コスタノ語族に属する）ムツン語と、Chocuyem（海岸ミーウォク語）の語彙が共通することが指摘されていた。
1910年代に人類学者ローランド・ディクソンとアルフレッド・L・クローバーはカリフォルニアの諸言語の再分類を提起し、ウィントゥ語、マイドゥ語、ヨクツ語、コスタノ語、ミーウォク語をまとめてペヌーティ語族と呼び、これをさらにウィントゥ語、マイドゥ語、ヨクツ語からなる「ペン語派」とコスタノ語、ミーウォク語からなる「ウティ語派」に大別した。これらの語族・語派名は、それぞれの言語で数の2を意味する言葉をもとに命名している。ディクソンとクローバーによると、従来これらの言語の間の系統関係が認められなかったのは、それぞれの言語で大きな音韻的変化が起きたためだとする。ペヌーティ語族はその後エドワード・サピアによってカリフォルニア以外の言語を含むように拡大された。
ペヌーティ語族が言語学的に有効かどうかは現在も議論が分かれるが、ディクソンとクローバーのいうウティ語派の部分については緊密な親縁関係があり、音韻対応も立てられている。キャスリーン・キャラハンによってウティ語族と命名された。
1990年代になってキャラハンはさらに（ディクソンとクローバーがペン語派に入れた）ヨクツ語族とウティ語族の間にも親縁関係を主張し、これを「ヨク＝ウティ語族」と呼んでいる。